# Viktor Brack
Viktor Brack (Haaren, 9 novembre 1904 – Landsberg am Lech, 2 giugno 1948) è stato un criminale di guerra tedesco incaricato del progetto di eliminazione dei disabili fisici e psichici (Aktion T4) e in seguito addetto agli esperimenti di sterilizzazione di massa per l'"igiene razziale" tedesca.

## Biografia
Figlio di un medico, dopo aver seguito gli studi di Economia all'Università di Monaco di Baviera si iscrisse nel 1929 al NSDAP, entrando a far parte delle SS.
Autista e intimo amico di Himmler, con la presa del potere del nazismo, Brack, con il grado di SS-Standartenführer (colonnello), fu ufficiale di collegamento tra la Cancelleria privata del Führer (KdF) a Berlino e le SS.

### LaKanzlei des Führers
La Cancelleria privata del Führer era un settore del partito nazista indipendente dalla Cancelleria del Partito Nazista, diretta da Martin Bormann, ed era stata istituita da Hitler con il compito specifico di trovare una soluzione per l'igiene razziale, cominciando dalla eliminazione dei disabili fisici e psichici.
Hitler volle servirsi di questa agenzia autonoma e di modeste proporzioni per non coinvolgere uffici governativi e funzionari pubblici che diffondessero il progetto di purificazione razziale prima che fosse stato approvato dall'opinione pubblica tedesca.
La KdF, nascosta agli occhi del pubblico e degli apparati dello stesso partito nazista, poteva quindi operare anche senza ordini scritti di Hitler, che non voleva compromettersi sin dall'inizio del progetto di "eutanasia".
Philipp Bouhler fu messo a capo della KdF che, situata a Berlino prima sul Lützowufer e, successivamente, al numero 8 della Voßstraße, era composta di cinque uffici, di cui il primo, con a capo Albert Bormann, fratello di Martin Bormann, gestiva gli affari privati di Hitler; il secondo, l'Amt 2 («Ufficio 2»), che aveva sede in Tiergartenstraße al numero 4, fu affidato al trentaquattrenne Viktor Brack che, oltre che ad occuparsi delle faccende interne del partito, doveva valutare anche le domande di grazia e quelle che chiedevano l'eutanasia, vale a dire l'eliminazione dei disabili.
Il terzo ufficio centrale si occupava delle amnistie per i membri del partito condannati dai tribunali del partito; il quarto e il quinto della gestione economica ed amministrativa del personale della KdF.
Nel mese di agosto del 1939 Hitler affidò segretamente il programma T4 alla supervisione amministrativa di Bouhler (che a sua volta ne affidò la gestione operativa al suo sottoposto Viktor Brack e quella medica al dottor Karl Brandt, suo medico personale).

### Il Comitato scientifico
Venne quindi creata la Reichsausschuß zur wissenschaftlichen Erfassung erb- und anlagebedingter schwerer Leiden («Comitato del Reich per il rilevamento scientifico di malattie ereditarie e congenite gravi»). La Commissione era diretta da Hans Hefelmann e dipendeva direttamente da Viktor Brack. Il Comitato era in realtà una mascheratura dell'attuazione del piano T4 per l'eutanasia infantile, classificato "segretissimo" [geheime Reichssache].
Il Comitato, una pura finzione che aveva come indirizzo una semplice casella postale, serviva a coprire le attività della KdF e dei medici che lo componevano e che usavano nomi fittizi.
Il cosiddetto Comitato scientifico del Reich stabilì quali gravi malattie ereditarie mettessero in pericolo l'"integrità razziale del popolo tedesco" e venne quindi elaborato il piano segreto "Aktion T4" per l'eliminazione dei tedeschi "inidonei alla vita".
L'intera Aktion T4 si svolse basandosi esclusivamente su di una lettera, senza alcun valore legale, che Hitler inviò a Bouhler e Brandt nell'ottobre 1939 (ma retrodatata al 1º settembre per farla coincidere con lo scoppio della Seconda guerra mondiale):

### Il programma T4

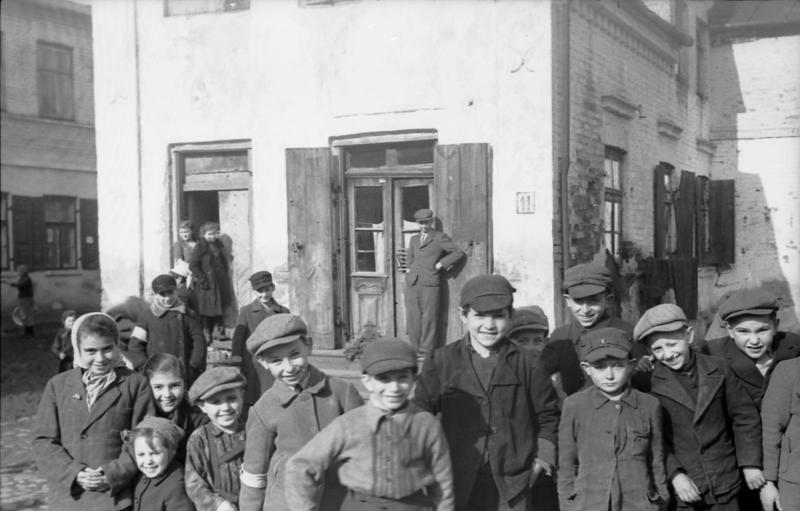
Bambini ebrei russi in attesa di essere avviati ai campi di sterminio (1942)

In una prima fase dello svolgimento del programma Aktion T4 dal 1938 al 1941 si utilizzarono numerosi metodi di dissimulazione. Molti genitori, soprattutto dell'area cattolica, erano, per ovvi motivi, contrari.
I genitori venivano informati che i loro figli sarebbero stati portati in «sezioni speciali» di centri pediatrici, dove avrebbero potuto ricevere migliori ed innovative cure.
I bambini inviati presso questi centri venivano tenuti «in osservazione» per alcune settimane e poi uccisi, specialmente verso la fine della guerra, quando i beni alimentari erano diventati introvabili, con la morte per inedia, riducendo le razioni fino a scendere sotto il limite della sopravvivenza.
A questo metodo però si preferiva quello dell'uso di farmaci come la morfina-scopolamina o barbiturici come il luminal o il veronal, somministrati con iniezioni letali o con alimenti liquidi abitualmente somministrati ai bambini.
I certificati di morte riportavano come causa del decesso «polmonite». Normalmente venivano effettuate autopsie ed erano asportate alcune parti del cervello a scopo di «ricerca scientifica». Questa operazione sembrava tacitare le coscienze di molti dei medici coinvolti nel programma, perché dava loro l'impressione che i bambini non fossero morti invano e che il programma avesse reali scopi medici.
Dopo lo scoppio della guerra nel settembre 1939, il programma perse l'iniziale proclamata «scientificità» e i controlli della commissione esaminatrice centrale divennero più blandi; nel contempo esso venne esteso fino ad includere bambini maggiori di tre anni (come inizialmente definito) ed adolescenti.
Nell'opera di Robert Jay Lifton I medici nazisti. La psicologia del genocidio si afferma che il programma venne esteso fino a coprire «vari casi borderline o deficit limitati, fino all'uccisione di ragazzi designati come delinquenti giovanili. I bambini ebrei poterono essere inclusi primariamente per il fatto di essere ebrei e in un istituto fu costituito un dipartimento speciale per "minorenni di sangue misto (Mischlinge) ebraico-ariani"».
Nel contempo venne aumentata la pressione sui genitori per la consegna dei bambini. Molti di loro sospettavano cosa stesse accadendo realmente, specialmente dopo che le istituzioni per bambini disabili iniziarono ad essere sistematicamente chiuse, e si rifiutarono di consegnare i loro figli alle autorità. Queste ultime minacciavano di togliere la custodia legale di tutti i figli (inclusi quelli non disabili) ai genitori nel caso non si fossero adattati. Nel caso la famiglia persistesse nel suo atteggiamento, i genitori venivano minacciati di essere richiamati per «uno speciale incarico di lavoro».
Quando l'intero Programma T4 venne sospeso nel 1941 a seguito delle numerose proteste, erano stati uccisi un totale di circa 5.000 bambini.
La sospensione ufficiale non fu però reale e subentrò una nuova fase definita di «eutanasia selvaggia», che proseguì fino al termine del conflitto e contribuì ad aumentare notevolmente il numero delle vittime.
L'ultima uccisione di un bambino riconducibile all'Aktion T4 voluto da Hitler venne effettuata il 29 maggio 1945 presso l'istituto statale di Kaufbeuren-Irsee in Baviera, tre settimane dopo il termine del secondo conflitto mondiale.

### L'eliminazione dei disabili adulti

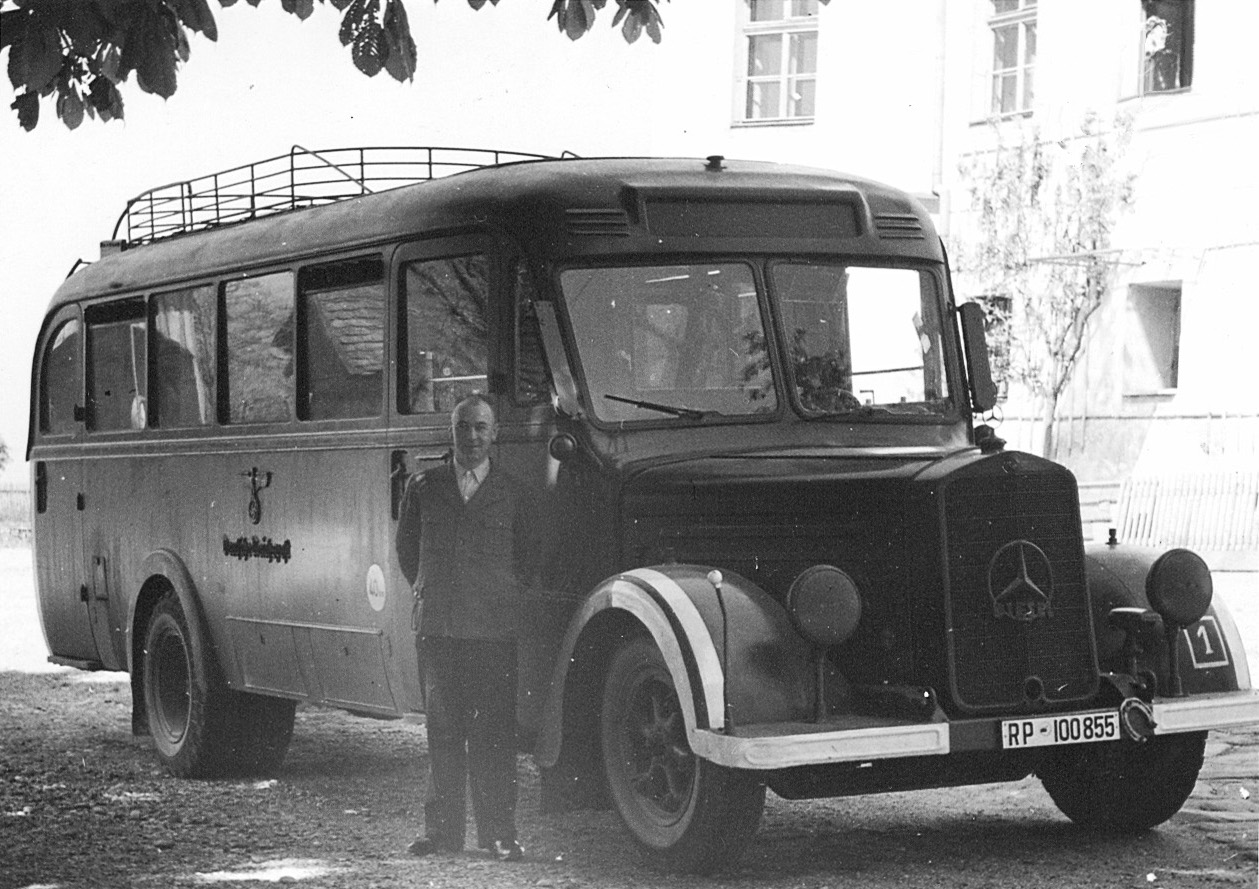
I famigerati autobus "grigi" per il trasporto dei disabili adulti

Il programma T4 prevedeva anche l'eliminazione dei disabili adulti, che fu condotta dal 1939 al 1941. In questa nuova campagna emergevano anche motivazioni di ordine economico, poiché secondo calcoli statistici «...l'eutanasia dei disabili adulti, se calcolata su base decennale, avrebbe fatto risparmiare all'erario tedesco qualcosa oltre 800 milioni di marchi.»
L'organizzazione del progetto di eliminazione dei disabili adulti fu affidata a chi aveva maturato una vasta esperienza nel programma di eutanasia e ancora una volta l'incarico fu assunto dai fedeli di Himmler, Philipp Bouhler e Karl Brandt, che ne affidarono il progetto esecutivo al II ufficio della cancelleria privata di Hitler, diretto da Viktor Brack, che ne garantiva l'assoluta segretezza.
Viktor Brack organizzò un'efficiente catena di montaggio per l'eliminazione dei disabili. Lo strumento ritenuto più rapido ed efficace fu stimato essere quello delle camere a gas, che vennero approntate, con i necessari forni crematori, in cinque campi che coprivano tutto il territorio del Reich: Grafeneck, Hartheim, Sonnenstein, Bernburg e Hadamar. I disabili venivano prelevati dagli ospedali psichiatrici e, con un organizzato sistema di autobus, portati nei campi.
Nell'agosto del 1941 le notizie trapelate sulla eliminazione dei disabili formarono un movimento di opposizione dell'opinione pubblica tedesca che il regime nazista non era riuscito a convincere quando, tra il 1935 e il 1937, si era servito di documentari propagandistici, prodotti dal NSDAP, volti a favorire presso l'opinione pubblica il programma di eugenetica nazista, demonizzando le persone affette da malattie e ritardi mentali.
La contrarietà pubblica, alla quale si aggiunse la riprovazione esplicita delle Chiese, causò un'interruzione dello sterminio, che tuttavia proseguì indisturbato nelle regioni conquistate dai nazisti, come accadde per esempio in Italia, dove gli ebrei disabili negli ospedali psichiatrici di Venezia furono internati ad Auschwitz-Birkenau.

### La soluzione finale
Con l'invasione della Russia il 22 giugno 1941, si pose per il regime nazista un difficile problema per l'igiene razziale del popolo tedesco.
Agli inizi gli ebrei russi e i disabili furono eliminati con le fucilazioni di massa, ma ben presto ci si rese conto dell'insufficienza di questo metodo ed allora si utilizzarono le strutture già sperimentate dei campi di uccisione dei disabili, che furono presi a modello per i campi di concentramento.
Anche il personale rimasto disoccupato dopo la chiusura dei campi di eliminazione per il T4 ebbe modo di essere reimpiegato per la "soluzione finale".
Testimoniò Viktor Brack durante il processo intentatogli per crimini di guerra nel 1947:

«Nel 1941 ricevetti l'ordine di sospendere il programma eutanasia. Per non lasciar disperdere il personale che in tal modo veniva messo in libertà e per essere eventualmente in grado di riprendere il programma eutanasia dopo la guerra, Bouhler mi invitò - credo dopo averne parlato con Himmler - a mandare questo personale a Lublino e a metterlo a disposizione del generale delle SS Globocnik. Solo molto tempo dopo, verso la fine del 1942, mi resi conto che veniva impiegato nello sterminio in massa degli ebrei, oramai di pubblico dominio nelle sfere più alte del partito".»
Per questo l'esperienza di Viktor Brack fu giudicata preziosa e fu messa alla prova, su disposizione di Himmler, ad Auschwitz, dove già operava Carl Clauberg, che sperimentava un metodo di sterilizzazione tramite iniezioni di sostanze acide.
Brack invece era convinto che il sistema più economico e veloce fosse quello della irradiazione con i raggi X e così ne scrisse al suo amico Himmler il 23 giugno 1942:
«Viktor Brack

SS-Oberfuehrer

Berlino, 23 giugno 1942

W8, Voss-Str. 4 
Per il

Reichsführer SS e capo della polizia tedesca

Heinrich Himmler

Berlino SW 11

Principe Albrecht Str. 8
Egregio Signor Reichsführer!

Secondo me approssimativamente su circa 10 milioni di ebrei europei, almeno 2 o 3 milioni sono donne perfettamente idonee al lavoro. Considerando le eccezionali difficoltà che dobbiamo affrontare a causa della questione del lavoro, sono dell'opinione che questi 2-3 milioni di donne dovrebbero essere mantenute in vita.

Ciò - naturalmente - può essere fatto se contemporaneamente saranno rese incapaci di procreare.

Le avevo reso noto circa un anno fa che alcune persone sotto la mia supervisione hanno completato degli esperimenti per il raggiungimento di questo risultato. Vorrei ritornare ancora sull'argomento.

La sterilizzazione che viene normalmente utilizzata su persone con malattie genetiche trasmissibili è - in questo caso - fuori questione sia perché si tratta di un procedimento lungo, sia perché è notevolmente dispendioso.

La castrazione attraverso i raggi X invece non è soltanto relativamente poco costosa ma può essere condotta su diverse centinaia di persone in brevissimo tempo.

Io credo che sia poco importante al momento stabilire se le persone trattate si renderanno conto di essere state castrate nel giro di qualche mese o di qualche settimana.

Nel caso in cui Lei, Signor Reichsführer, dovesse decidere di scegliere questo sistema per il mantenimento del materiale da lavoro, il Reichsleiter Bouhler sarà pronto a fornire i dottori e altro personale necessario al compimento di questo lavoro.

Inoltre mi ha chiesto di informarLa che io stesso sarò in grado di fornire l'equipaggiamento necessario in tempi estremamente brevi.
Heil Hitler!

il vostro

Viktor Brack»

### Il processo e la condanna a morte
Viktor Brack fu catturato dopo la fine della guerra e sottoposto nel 1947 a uno dei 12 processi secondari intentati dall'IMT (International Military Tribunal), con tribunali composti da giudici statunitensi, a carico di coloro che venivano accusati di crimini contro l'umanità per aver partecipato come dottori o organizzatori ad esperimenti su esseri umani in nome della scienza.
Fu condannato a morte ed impiccato il 2 giugno 1948 a Landsberg.